# Moirans-en-Montagne
Moirans-en-Montagne je naselje in občina v vzhodnem francoskem departmaju Jura regije Franche-Comté. Leta 2009 je naselje imelo 2.284 prebivalcev.

## Geografija
Kraj leži v pokrajini Franche-Comté 62 km severovzhodno od Bourg-en-Bressa.

## Uprava
Moirans-en-Montagne je sedež istoimenskega kantona, v katerega so poleg njegove vključene še občine Chancia, Charchilla, Châtel-de-Joux, Coyron, Crenans, Les Crozets, Étival-les-Ronchaux, Jeurre, Lect, Maisod, Martigna, Meussia, Montcusel, Pratz in Villards-d'Héria s 6.415 prebivalci (v letu 2009).
Kanton Moirans-en-Montagne je sestavni del okrožja Saint-Claude.

## Zanimivosti
- gotska cerkev sv. Nikolaja iz 15. stoletja,
- muzej igrač,
- jezero Lac de Vouglans na reki Ain.